# Козенін
Козенін (пол. Kozenin) — село в Польщі, у гміні Славно Опочинського повіту Лодзинського воєводства.
Населення — 282 особи (2011).
У 1975—1998 роках село належало до Пйотрковського воєводства.

## Демографія
Демографічна структура станом на 31 березня 2011 року:
|          | Загалом | Допрацездатний вік | Працездатний вік | Постпрацездатний вік |
| -------- | ------- | ------------------ | ---------------- | -------------------- |
| Чоловіки | 135     | 36                 | 84               | 15                   |
| Жінки    | 147     | 43                 | 69               | 35                   |
| Разом    | 282     | 79                 | 153              | 50                   |